# Milizac
Milizac (bretonisch Milizag) ist eine Ortschaft und eine Commune déléguée in der französischen Gemeinde Milizac-Guipronvel mit 3.923 Einwohnern (Stand 1. Januar 2022) im Nordwesten der Bretagne im Département Finistère.
Die Gemeinde Milizac wurde am 1. Januar 2017 mit Guipronvel zur neuen Gemeinde Milizac-Guipronvel zusammengeschlossen.

## Lage
Milizac befindet sich nahe der Atlantikküste bei der Côte des Abers.
Brest liegt 10 Kilometer südöstlich und Paris etwa 500 Kilometer östlich (Angaben in Luftlinie). 

## Verkehr
Bei Brest enden die Schnellstraßen  Europastraße 50 (Brest-Rennes) und  die Europastraße 60 (Brest-Nantes).
Der Bahnhof von Brest ist Endpunkt des TGV Atlantique nach Paris sowie der Regionalbahnlinien in Richtung Rennes und Nantes. 
Nahe der Großstadt Brest befindet sich der Regionalflughafen Aéroport de Brest Bretagne.

## Bevölkerungsentwicklung
| Jahr                       | 1962 | 1968 | 1975 | 1982 | 1990 | 1999 | 2008 | 2014 |
| Einwohner                  | 1456 | 1377 | 1727 | 2465 | 2925 | 2884 | 2961 | 3515 |
| Quellen: Cassini und INSEE |      |      |      |      |      |      |      |      |